# Percy Knowles
Percival Andrew „Percy” Knowles (ur. 8 listopada 1930 w Nassau) – bahamski żeglarz, czterokrotny olimpijczyk.
Czterokrotny uczestnik igrzysk olimpijskich (IO 1960, IO 1964, IO 1968, IO 1972). Podczas igrzysk w 1960 roku zajął 18. pozycję w klasie Dragon. Cztery lata później osiągnął 9. pozycję w klasie 5.5. W 1968 roku ukończył zawody w klasie Star na najwyższym w karierze 5. miejscu (startował ze swoim przyrodnim bratem Durwardem Knowlesem). Olimpijskie starty zakończył w 1972 roku na 25. miejscu w klasie Soling.
Był biznesmenem, a także komandorem Nassau Yacht Club.
Miał żonę Yvonne. Jego synowie Andy i Bruce, a także wnuk Jeremy, reprezentowali Bahamy na igrzyskach olimpijskich w pływaniu.